# MINUSCA
La Missió Unidimensional Integrada de les Nacions Unides per a l'Estabilització a la República Centreafricana (MINUSCA per les seves sigles en anglès: United Nations Multidimensional Integrated Stabilization Mission in the Central African Republic) és una missió de manteniment de la pau de les Nacions Unides que va començar el 10 d'abril de 2014 per protegir els civils de la República Centreafricana de conformitat amb el Capítol VII de la Carta de les Nacions Unides. Transforma la força de pau de 6000 membres de la Unió Africana, coneguda com a MISCA, en missions de manteniment de la pau de l'ONU. Va entrar en funcionament el 15 de setembre de 2014. L'ONU va desplegar un equip de transició amb l'objectiu d'aconseguir una transició fluïda de MISCA a MINUSCA. A partir de 2016, té més de 10.000 soldats en el terreny.

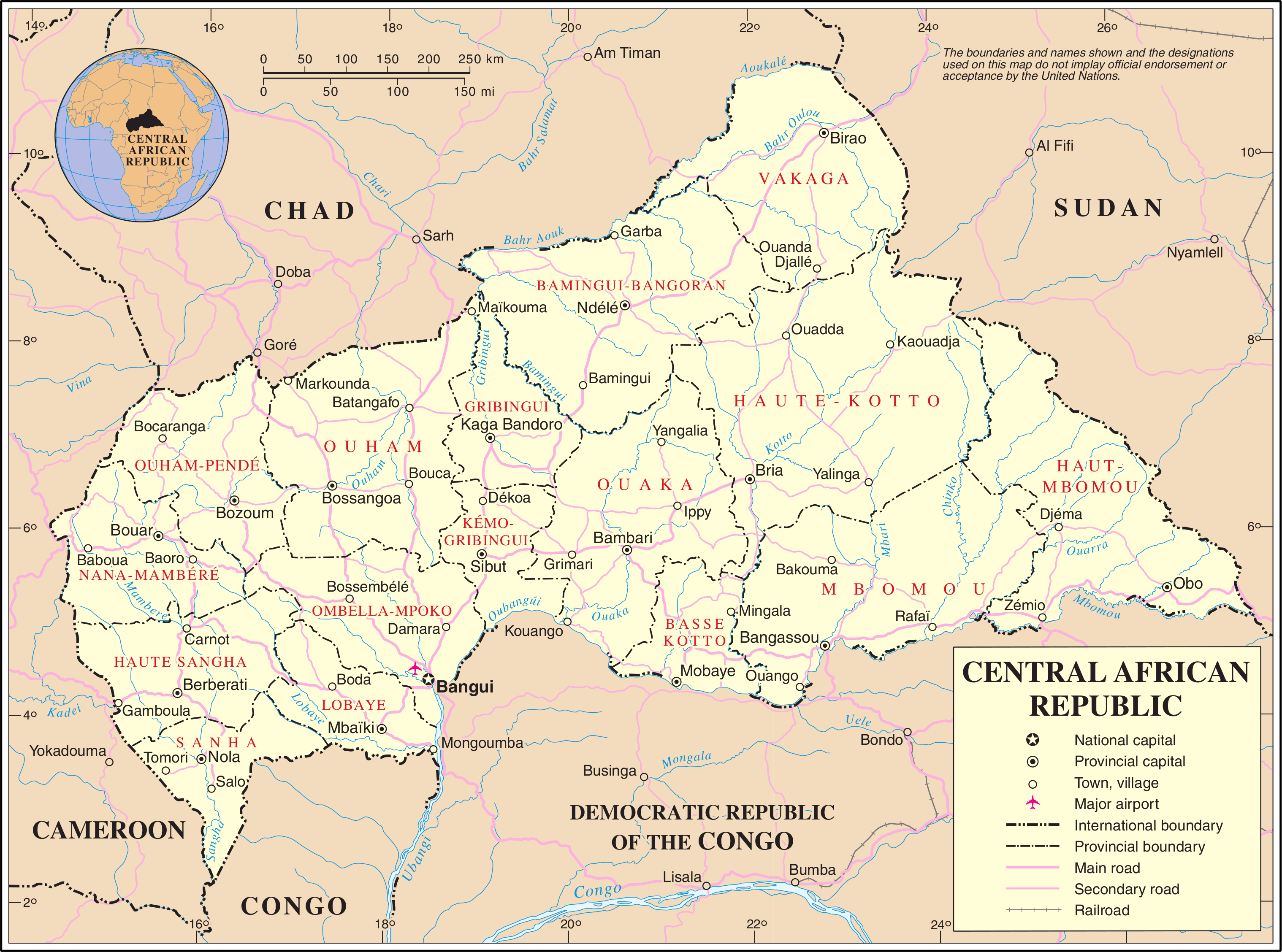

## Mandat
Establerta mitjançant la Resolució 2149 del Consell de Seguretat de les Nacions Unides el seu mandat l'autoritzada per:
- Donar suport al procés de transició;
- Facilitar l'assistència humanitària;
- Promoció i protecció dels drets humans;
- Suport a la justícia i a l'estat de dret;

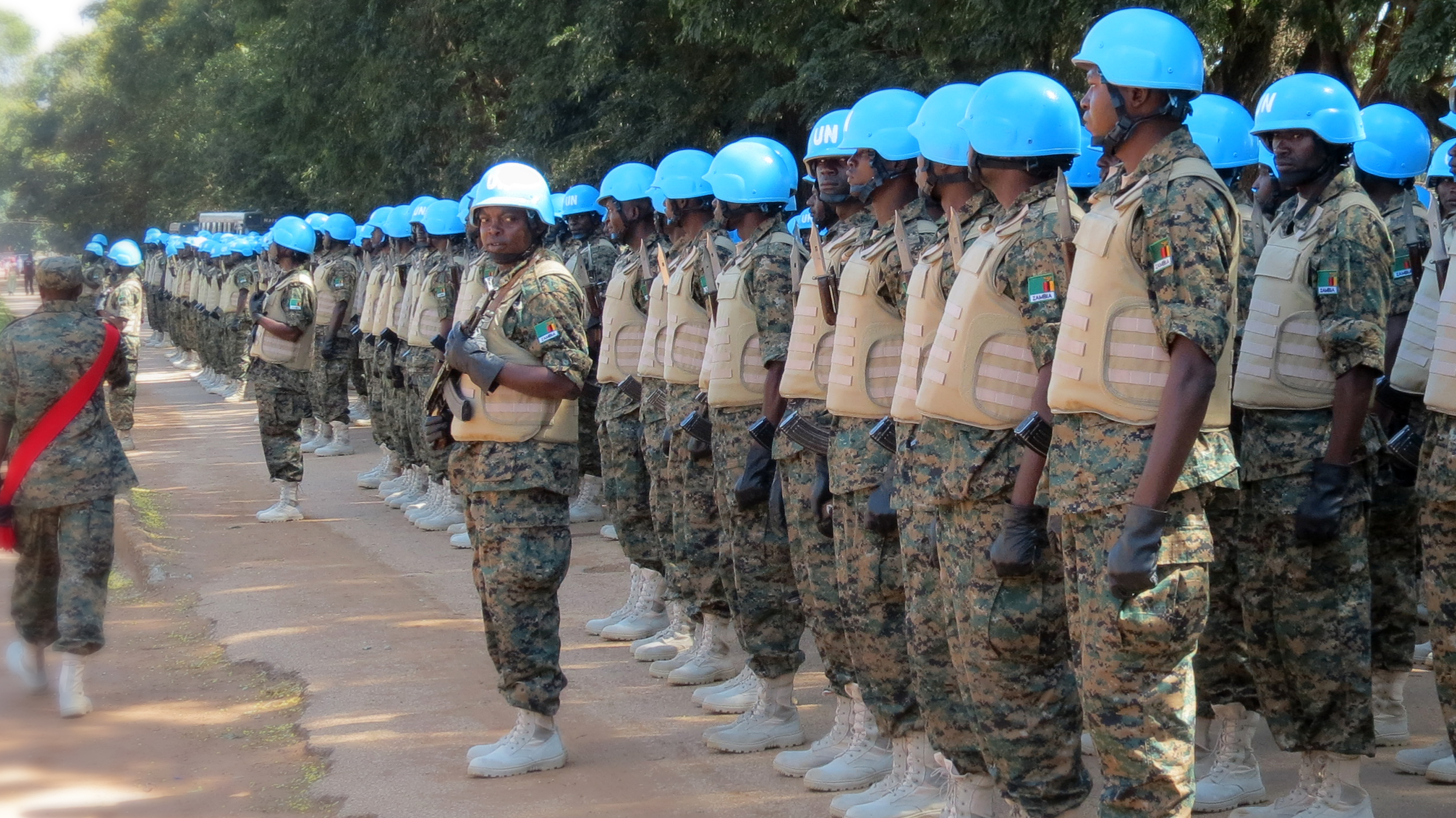
Efectius de la MINUSCA

- Desarmament;
- Desmobilització;
- Reintegració;
- Repatriació.

## La MISCA i l'operació Sangaris
A causa que la situació de la República Centreafricana s'havia deteriorat greument al desembre de 2013, caracteritzada per una nova dinàmica de violència i represàlies que comportava el risc de produir una escissió religiosa i ètnica del país i que podria derivar en una situació incontrolable, el Consell de Seguretat va autoritzar, mitjançant la seva resolució 2127 del 5 de desembre de 2013, una Missió Internacional de Suport a la República Centreafricana amb Lideratge Africà (MISCA) i una força de manteniment de la pau recolzada per França (coneguda com a Operació Sangaris) per reprimir l'escalada de violència. Al mateix temps, el Consell va conferir una missió addicional a la BINUCA per brindar suport a l'operació ampliada de la Unió Africana i va demanar al Secretari General que dugués a terme sense dilació alguna tots els preparatius i activitats de planificació per a imprevists amb la intenció de la possible transformació de la MISCA en una operació de les Nacions Unides per al manteniment de la pau, destacant que es necessitaria una futura decisió del Consell per establir tal missió.
El ràpid desplegament de la MISCA i les forces de l'Operació Sangaris va demostrar ser decisiu per salvar les vides dels civils i prevenir una tragèdia encara més greu en la República Centreafricana. No obstant això, tenint en compte les dimensions i l'amplitud geogràfica de la crisi, els requisits de seguretat sobre el terreny van excedir amb escreix les capacitats i el nombre de tropes internacionals desplegades. Van seguir produint-se actes de violència i violacions generalitzades dels drets humans en tot el país malgrat la seva presència. També mancaven dels components civils per protegir als civils de forma adequada davant una imminent amenaça o per atallar les causes fonamentals del conflicte.

## Efectius
L'objectiu consistia que la major part de la MISCA passés a ser una operació de les Nacions Unides per al manteniment de la pau, juntament amb altres contribuents conformement a una política de verificació d'antecedents en matèria de drets humans, a fi de disposar d'una dotació autoritzada de 10.000 efectius militars, inclosos 240 observadors militars i 200 oficials d'Estat major, i fins a 1.820 agents de policia civil i 10 unitats de policia constituïdes per 1.400 agents, altres 400 agents de policia i 20 oficials de presons adscrits. Aquests es desplegarien juntament amb un important component civil i el personal de suport necessari. Aquesta dotació s'examinaria periòdicament i es formularien les recomanacions pertinents al Consell. Després de l'establiment de l'operació de manteniment de la pau, la BINUCA (Oficina Integrada de les Nacions Unides per a la Consolidació de la Pau en la República Centreafricana) deixaria d'existir.
La MINUSCA coopera força amb la Missió de Formació de la Unió Europea a la República Centreafricana.

## Baixes
El 8 d'agost de 2015 cinc soldats ruandesos de la MINUSCA van morir i vuit van resultar ferits en un tiroteig a Bangui, quan un dels soldats del contingent va obrir foc als seus companys abans de ser abatut.
El 4 de gener de 2017 dos cascs blaus marroquins van morir i un altre fou ferit en un tiroteig perpetrat per un grup no identificat a 60 quilòmetres a l'oest d'Obo, al sud-est del país.